# Верста
Верста́ е руска единица за измерване на разстояние, равна на петстотин сажена или хиляда и петстотин аршина, което съответства на 1066,8 метра, преди реформата от XVIII век – 1066,781 метра. Споменава се в литературата от XI век, през XVII век сменила употребата на термина „поприще“ в това значение.
Квадратна верста (250 000 квадратни сажена) е 1,13806224 км 2.
Стълбовете по пътищата са наричани също „версти“. По-специално, от тези стълбове по пътя Москва – Коломенское, където е бил дворецът на Алексей Михайлович, е изразът „верста коломенская“.

## История
Размерът на верстата многократно се променя в зависимост от броя на включените в нея сажени (от 500 до 1000) и размера на сажен (англ. fathom). Пътна верста е за трасе, измерване разстояния / пътища – и межевая (рус.) верста – за землени участъци. Със заповед на Алексей Михайлович през 1649 г. е установено, че една верста е равна на 1000 сажена. Заедно с тази верста през XVIII век започва да се използва и пътна верста от 500 сажена.
В „Обща метрология“, издание от 1849 г. се споменава: Старата верста е била 700 сажена, а още по-старата - хиляда сажена.
На Соловецките острови разстоянията се измерват с километрични стълбове в специални „Соловецки версти“. Една соловецка верста е равна на обиколката на стените на Соловецкия манастир и е 1084 метра .
Въпреки че верста като единица за дължина е остаряла, близостта на стойността до 1 km води до запазването на думата в съвременната разговорна реч; километър понякога се нарича верста.
Речникът на Brockhaus и Efron дава 2 значения на древната верста: 656 съвременни сажена и в 875 съвременни сажена. Това води до 656 * 1066.781 / 500 = 1399.616672 метра и 1866.86675 метра.

## Етимология
Думата е славянска и се образува с помощта на наставката -т- от същата основа като думата вертеть (рус.)на български въртя /завъртане. Основното значение е „въртене на плуг“; тоест това е дължината на браздата (между завоите на плуга), която вол може да премине наведнъж, без да се уморява (на лат. actus).